# Calendario maya

Cara este de la estela C en Quiriguá con el mítico dato del inicio de la cuenta larga en 13 (0) baktun, 0 katun, 0 tun, 18 (0) uinal, 0 kin, 4 ahau y 8 cumku correspondiente al 11 de agosto de 3114 a. C. del calendario gregoriano.

En el calendario maya coexisten varias cuentas de tiempo:
- el calendario sagrado (tzolk'in o bucxok, de 260 días)
- el ciclo solar (haab, de 365 días)
- la rueda calendárica de 52 años
- la cuenta larga de 5200 Tunes (5125.36 años)
- la cuenta lunar de 18 meses lunares
- la cuenta venusiana de 584 días o kines
- la cuenta de los señores de la noche o Bolon Tiku de 9 días y otros

El calendario maya es cíclico, porque se repite cada 52 años mayas. En la cuenta larga, el tiempo de cómputo comenzó el día 13.0.0.0.0 4 ajau y 8 cumkú (en notación maya) que equivale, según la correlación generalmente aceptada, al 11 de agosto del 3114 a. C. en el calendario gregoriano. Sin embargo, muchos mayistas prefieren igualmente la fecha del 13 de agosto de 3114 a. C. como la fecha del inicio de la cuenta larga.

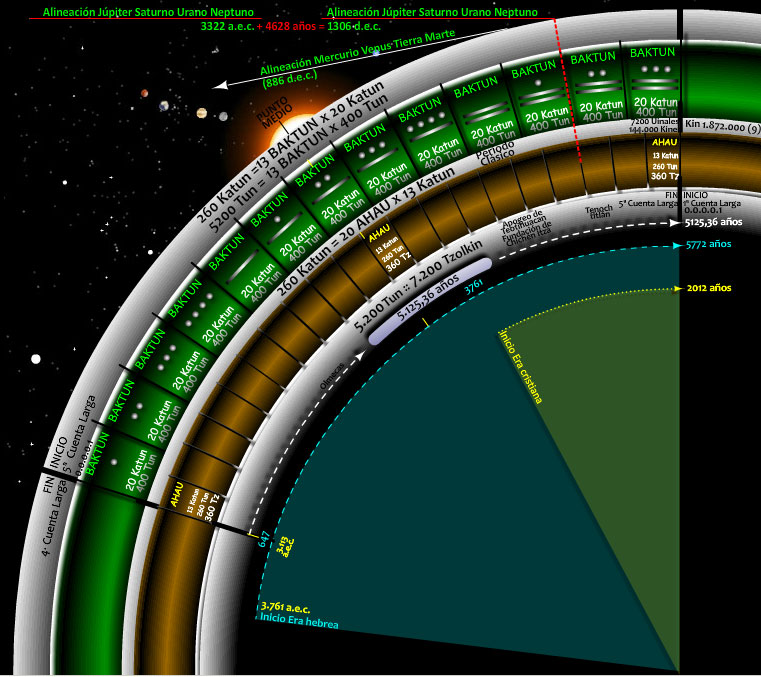
La cuenta larga o quinta parte del calendario maya

La fecha de final fue el 21 de diciembre de 2012 d. C. El periodo fue de 5125.36 años terrestres/solares, aunque en términos mayas sí resulta una cifra entera y redonda puesto que son 5 200 tunes, que son ciclos de 360 días (Tun), y también en días o kines como un total de 1 872 000. Cinco repeticiones o cinco cuentas largas componen el gran ciclo de 26 000 tunes equivalentes a 25 626,8 años. De esta manera el gran calendario maya es visualizable como un círculo estructurado en cinco partes, cada una de 5200 tunes. La cifra de 26 000 no es de años sino de tunes, y por ello no hay que confundirlo con 26 000 años ni tampoco con el periodo de precesión de los puntos equinocciales y solsticiales de la Tierra cuya cifra es semejante: 25 800 o 25 920. El último día de la 5.ª cuenta larga y del calendario maya de 5 cuentas largas coincidió con evento astronómico, el solsticio (21-22 de diciembre de 2012 de la era cristiana) y también con que actualmente los solsticios de la Tierra ocurren en el momento en que el plano de la eclíptica se interseca con el plano ecuatorial de la Galaxia.
La casta sacerdotal maya, llamada ah kin, era poseedora de conocimientos matemáticos y astronómicos que interpretaba de acuerdo con su cosmovisión religiosa, los años que iniciaban, los venideros y el destino del hombre.
El calendario maya, según algunos estudiosos, aparece ya en culturas más antiguas como la olmeca; para otros, sin embargo, este calendario es propio de la civilización maya. Las similitudes con el calendario mexica ofrecen evidencia de que en toda Mesoamérica se utilizó el mismo sistema calendárico.[cita requerida].
| · |

|  |  |  |  | 19 Xul |

## Descripción
El sistema de calendario tzolkin consta de 260 días (kines) y tiene 20 meses combinados con trece numerales (guarismos). El tzolk'ín se combinaba con el calendario haab de 365 días de 18 meses (uinales) de 20 días (kines) cada uno y cinco  días adicionales denominados uayeb, para formar un ciclo sincronizado que dura 52 tunes o haabs o 18 980 kines (días).
La cuenta larga era utilizada para distinguir cuándo ocurrió un evento con respecto a otro evento del tzolkín y haab. El sistema es básicamente vigesimal (base 20), y cada unidad representa un múltiplo de 20, dependiendo de su posición de derecha a izquierda en el número, con la importante excepción de la segunda posición, que representa 18 × 20, o 360 días.
Algunas inscripciones mayas de la cuenta larga están suplementadas por lo que se llama serie lunar, otra forma del calendario que provee información de la fase lunar.
Otra forma de medir los tiempos era medir ciclos solares como equinoccios y solsticios, ciclos venusianos que dan seguimiento a las apariciones y conjunciones de Venus al inicio de la mañana y la noche. Muchos eventos en este ciclo eran considerados adversos y malignos, y ocasionalmente se coordinaban las guerras para que coincidieran con fases de este ciclo.
Los ciclos se relacionan con diferentes dioses y eventos cósmicos. Es así como el quinto sol representa el final del ciclo estelar asociado a la luna y el inicio del periodo conocido como el sexto sol asociado al regreso de Kukulkan.
Una de las cuentas citadas al comienzo es la de la cuenta lunar de 18 meses lunares, que son 531 días. Es el periodo en el que pueden ocurrir 4 eclipses solares totales o 4 eclipses lunares totales, un cuarteto de eclipses totales en intervalos regulares de 6 meses lunares. El próximo eclipse del 21 de agosto de 2017 es el cuarto y último del cuarteto que está ocurriendo durante los 18 meses lunares desde el 9 de marzo de 2016.

## El sistema tzolk'in
El tzolk'in (‘la cuenta de los días’) contempla 260 días. Si bien se ha sugerido que está relacionado con la duración de la gestación humana, otros lo relacionan con el planeta Venus. Se usaba para celebrar ceremonias religiosas, pronosticar la llegada y duración del período de lluvias, además de períodos de cacería y pesca, y también para pronosticar el destino de las personas.
260 días es el 71.2 % del año terrestre, lo cual en términos espaciales quiere decir que durante 1 tzolkin/260 días el planeta Tierra recorre el 71.2  % de su órbita. Esto significa que recorriendo 7 tramos de 260 días (1820 días = 4.98 años) la Tierra llega al mismo punto de su órbita aunque unos 6 días antes. Y recorriendo 100 tramos de 260 días realiza 71.2 órbitas al Sol, lo cual son 71.2 años o 26 000 días o 100 tzolkines.
En relación con Venus, este planeta tarda 224.7 días en dar su órbita al Sol, lo cual es el periodo de su año real, pero el periodo de su año aparente medido desde la Tierra (ciclo sinódico) es de 584 días, que son 2.247 tzolkines porque en 584 días Venus da 2.6 órbitas (múltiplo de 260) a 224.7 días por órbita. El ciclo sinódico del planeta Marte es de 780 días, que es justamente 3 periodos de 260 días, es decir 3 tzolkines.
En relación con los ciclos mayas, la cuenta larga (de 5126.36 años o 260 katunes) está formada por 7200 tzolkines. Y cinco cuentas largas (25 626.8 o 100 ahau o 1300 katunes) son 36 000 tzolkines.
Cuenta el tiempo en ciclos de 19 meses de 20 días cada uno. Llamaban a sus días y meses con los nombres de varias deidades. Ordenados sucesivamente, los nombres de los días solares y los meses en maya yucateco son:
| Número | Días solares (kin). | Meses (uinal). |
| ------ | ------------------- | -------------- |
| 1      | Imix                | Pop            |
| 2      | Ik                  | Uo             |
| 3      | Ak'bal              | Zip            |
| 4      | K'an                | Zotz           |
| 5      | Chikchan            | Tzec           |
| 6      | Kimi                | Xul            |
| 7      | Manik               | Yaxkin         |
| 8      | Lamat               | Mol            |
| 9      | Muluk               | Chen           |
| 10     | Ok                  | Yax            |
| 11     | Chuen               | Zac            |
| 12     | Eb                  | Ceh            |
| 13     | Ben                 | Mac            |
| 14     | Ix                  | Kankin         |
| 15     | Men                 | Muwan          |
| 16     | Kib                 | Pax            |
| 17     | Kaban               | Kayab          |
| 18     | Etz'nab             | Cumkú          |
| 19     | Kawak               | Uayeb          |
| 20     | Ajau                |                |

Adicionalmente, cada uno de los nombres de los días del calendario sagrado maya es asociado con un glifo de manera única según esta otra tabla:
| No. 1 | Nombre del día 2 | Ejemplo de glifo 3 | Nombre Yucateco 4 | Nombre Maya Clásico reconstruido5 | No. 1 | Nombre del día 2 | Ejemplo de glifo 3 | Nombre Yucateco 4 | Nombre Maya Clásico reconstruido5 |
| --- | ---------------- | ------------------ | ----------------- | --------------------------------- | ----- | ---------------- | ------------------ | ----------------- | --------------------------------- |
| 01 | Imix'            |                    | Imix              | Imix (¿?) / Ha' (¿?).             | 11    | Chuwen           |                    | Chuen             | (desconocido).                    |
| 02 | Ik'              |                    | Ik                | Ik'                               | 12    | Eb'              |                    | Eb                | (desconocido).                    |
| 03 | Ak'b'al          |                    | Akbal             | Ak'b'al (¿?).                     | 13    | B'en             |                    | Ben               | (desconocido).                    |
| 04 | K'an             |                    | Kan               | K'an (¿?).                        | 14    | Ix               |                    | Ix                | Hix (¿?).                         |
| 05 | Chikchan         |                    | Chicchan          | (desconocido).                    | 15    | Men              |                    | Men               | (desconocido).                    |
| 06 | Kimi             |                    | Cimi              | Cham (¿?).                        | 16    | K'ib'            |                    | Cib               | (desconocido).                    |
| 07 | Manik'           |                    | Manik             | Manich' (¿?).                     | 17    | Kab'an           |                    | Caban             | Chab' (¿?).                       |
| 08 | Lamat            |                    | Lamat             | Ek' (¿?).                         | 18    | Etz'nab'         |                    | Etznab            | (desconocido).                    |
| 09 | Muluk            |                    | Muluc             | (desconocido).                    | 19    | Kawak            |                    | Cauac             | (desconocido).                    |
| 10 | Ok               |                    | Oc                | (desconocido).                    | 20    | Ajaw             |                    | Ahau              | Ajaw                              |
| NOTAS: 1. Número de secuencia del día en el calendario tzolk'in. 2. Nombre del día, en la ortografía estándar y revisada de la Academia de Lenguas Mayas de Guatemala. 3. Un glifo de ejemplo para el día mencionado. Para la mayoría de estos casos se han registrado diferentes formas; las que se muestran son típicas de las inscripciones de los monumentos hallados. 4. Nombre del día, como fue registrado desde el siglo XVI por personas como Diego de Landa; esta ortografía ha sido (hasta ahora) ampliamente usada. 5. En la mayoría de los casos, el nombre del día es desconocido, como se indicaba en el tiempo del Período Clásico Maya cuando se hicieron tales inscripciones. Las versiones que aparecen en la tabla en lenguaje Maya, fueron reconstruidas basándose en evidencia fonológica, si estuviera disponible. El símbolo '¿?' indica que la reconstrucción es tentativa. |                  |                    |                   |                                   |       |                  |                    |                   |                                   |

## El sistema Haab'
El Haab' mide el año solar dividiéndolo en 18 meses de 20 días cada uno, pero los últimos 5 días del año, llamados uayeb, se consideraban nefastos, vacacionales y excluidos de los registros cronológicos, aunque eran fechados. El primer día de cada mes se representaba con el signo cero, debido a que era el momento inicial en que comenzaba a regir ese mes. Este calendario era la base del calendario religioso colectivo, marcaba los ritmos comunitarios y muchas veces señalaba las ceremonias en las que participaban los diferentes especialistas. Se habla de exactitud en el calendario maya pero realmente no tiene que ver nada con el calendario gregoriano y no hay evidencias de correcciones o ajustes; además, debe entenderse la palabra «meses» únicamente como divisiones del año solar y no como el concepto que se tiene en el calendario gregoriano actual.
Los ciclos mayas no se basan en el año natural de la Tierra porque este no tiene un número entero de días (365.2422), así que se basan en periodos de números enteros o racionales, lo cual facilita la cuenta de los periodos de los ciclos y sus sincronicidades. Uno de tales ciclos es el Haab, año maya de 365 días enteros. Esto no supone ningún desfase con la cuenta en años terrestres, pues cualquier cifra en años Haab contiene el resto de 0.2422 de día de cada uno de los años de su equivalente en años terrestres. Es decir que, por ejemplo, la cifra de 52 años Haab (18 980 días) acumula la 0.2422.ª parte del 366.º día de cada año de 51.69 años de 365.2422 días de modo que 52 años Haab y 51.69 años terrestres expresan el mismo tiempo. Así, el Haab sincroniza con el tzolkin en 18 980 días como 52 haabs y 73 tzolkines, o sincroniza con el ciclo tun (360 días) en 26 280 días como 72 haabs y 73 tunes.
En relación con los planetas como Venus, 104 haabs cuadran con 65 ciclos sinódicos de Venus y con 146 tzolkines. O en relación con Marte, 156 haabs cuadran con 76 ciclos sinódicos y 219 tzolkines.

## La cuenta larga o serie inicial
Así como en el calendario gregoriano existen nombres para designar determinados períodos de tiempo, los mayas tenían nombres específicos para períodos de acuerdo con su sistema vigesimal modificado de contar días. La unidad básica de medición del pueblo maya era el kin o día solar. Los múltiplos de esta unidad servían para designar diferentes lapsos de tiempo como sigue:
| Unidades de cómputo de la cuenta larga |         |                                      |
| Nombre maya                            | Días    | Equivalencia                         |
| kin                                    | 1       |                                      |
| uinal                                  | 20      | 20 kin                               |
| tun                                    | 360     | 18 uinal                             |
| katún                                  | 7200    | 20 tun o 360 uinales                 |
| baktún                                 | 144 000 | 7200 uinales, 400 tunes o 20 katunes |

Una forma sencilla y estandarizada de representar la notación de los años mayas en cuenta larga se hace con números separados por puntos. Por tanto, la notación 6.19.19.0.0 es igual a 6 baktunes, 19 katunes, 19 tunes, 0 uinales y 0 kines. El total de días se calcula multiplicando cada uno de estos números por su equivalente en días solares de acuerdo a la anterior tabla y sumando los productos obtenidos. En este caso particular, el total de días {\displaystyle T} es:
T = 6 × 144 000 + 19 × 7200 + 19 × 360 + 0 × 20 + 0 ×1 = 1 007 640 días
Los términos de mayor duración siguientes que muy raras veces eran utilizados por los mayas eran piktún, kalabtún, kinchinltún, y alautún. veinte baktunes formarían un piktún de aproximadamente 7890 años y veinte piktunes generan un kalabtun de 57 600 000 kines, aproximadamente 157 810 años. Según la correlación GMT (Goodman-Martínez-Thompson) que estableció el arqueólogo John Eric Sidney Thompson, el número maya 0.0.0.0.0 es equivalente al día juliano número 584 283, es decir, 11 de agosto de 3114 a. C. Este número es considerada la constante de correlación del calendario maya, respecto a los calendarios juliano y gregoriano y se usa en los algoritmos de conversión de fechas en el calendario maya a los otros dos y viceversa.
Las cifras en kines que expresan los ciclos tienen la particularidad de reducirse a 9: 360 (3+6 = 9), 7200 (7+2 = 9), 144 000 (1+4+4 = 9), 1 872 000 (1+8+7+2) y así mismo las cifras que definen al piktún, al kalabtún, etc. De hecho, el número 9 es uno de los números base de la cosmología maya y de su concepción del tiempo, pues representa a los llamados Nueve Señores del Tiempo de su mitología, o es el número del escalones del Templo de las Inscripciones (Palenque, estado de Chiapas, México) que es la tumba del rey maya K'inich Janaab' Pakal.
La cuenta larga contiene 5 capas cíclicas que miden el mismo tiempo expresado de formas diferentes: una capa de 13 baktunes, otra de 260 katunes, otra de 5200 tunes y otra de 7200 tzolkines, y también existe otro ciclo llamado ahau de 13 katunes o 93 600 kines (cifra reducible a 9) o de 360 tzolkines. El ciclo ahau abarca 256.27 años terrestres, de manera que la cuenta larga también se compone de 20 ahaus.
El 1.2 % del comienzo del tercer milenio de la era cristiana (hasta el 2012) caen al final de la 5.ª cuenta larga y del final y reinicio del propio ciclo maya. La 5.ª cuenta larga comenzó en el año 647 de la Era hebrea (la cual comenzó a finales de la 4.ª cuenta larga). El kin intermedio de una cuenta larga es el 936 000.º, es decir que desde el inicio de una cuenta larga hasta su punto medio transcurren 936 000 días (10 ciclos ahaus) y el año 3211 de la era hebrea corresponde con el punto medio de la 5.ª cuenta larga, 550 años antes del inicio de la era cristiana (550 a. C.).
| · |

| · |

| · |

| · |

| · |

| · |

## La rueda calendárica
Ni el tzolkin, ni el haab numeraban los años. La combinación de fechas mediante los dos sistemas era suficiente en la vida práctica ya que una coincidencia de fechas se produce cada 52 años, lo cual rebasaba la expectativa de vida de la época prehispánica. Los mayas fusionaron estos dos sistemas, en un ciclo superior llamado «rueda calendárica». La conformación de esta rueda, que se compone de tres círculos, da por resultado ciclos de 18 980 días (mínimo común múltiplo de 260 y 365), en cada uno de los cuales uno de los 260 días del tzolkin coincide con otro de los 365 días del Haab.
El círculo más pequeño está conformado por 13 números; el círculo mediano por los 20 signos de los 20 días mayas del calendario tzolkin, y el círculo más grande por el calendario haab con sus 365 días (18 meses de 20 días y el mes corto de 5 días). En este conteo, los mayas consideraban que el día de la creación fue el 4 ahau 8 cumkú.
Cada ciclo de 18 980 días equivale a 52 vueltas del haab (calendario solar de 365 kines) y a 73 vueltas del tzolkin (calendario sagrado de 260 kines), y al término ambos vuelven al mismo punto. Cada 52 vueltas del haab se celebraba la ceremonia del fuego nuevo, analógicamente era un «siglo» maya.

## Festividades religiosas mayas de cada «uinal» o mes maya
Fray Diego de Landa en sus manuscritos conocidos como Relación de las cosas de Yucatán, describe las festividades religiosas que celebraban los mayas correspondientes a cada uinal o mes maya, ceremonias que realizaban de acuerdo a sus creencias para honrar y complacer a sus dioses:
Para los mayas el uinal pop, era una especie de año nuevo, era una fiesta muy celebrada, renovaban todas las cosas de utensilios de casa, como platos, vasos, banquillos, ropa, mantillas, barrían su casa y la basura la echaban fuera del pueblo, pero antes de la fiesta al menos 13 días ayunaban y se abstenían de tener sexo, no comían sal, ni chile, algunas personas ampliaban este período de abstinencia hasta tres uinales. Después todos los hombres se reunían con el sacerdote en el patio del templo y ponían una porción de copal en el brasero para quemarlo.
En el mes uinal uo se realizaban festividades para sacerdotes, adivinadores, la ceremonia era llamada pocam, y oraban quemando copal a Kinich Ahau Itzamná, a quien consideraban el primer sacerdote. Con «agua virgen traída del monte, donde no llegase mujer» untaban las tablas de los libros y el sacerdote realizaba los pronósticos del año, realizaban un baile llamado okotuil.
En el mes uinal zip, se juntaban los sacerdotes con sus mujeres, y usaban idolillos de la diosa Ixchel, y la fiesta se llamaba Ibcil Ixchel, invocaban a los dioses de la medicina que eran Itzamná, Citbolontun y Ahau Chamahez, realizaban un baile llamado Chantunyab. El día siete del uinal zip día invocaban a los dioses de la caza Ah Cancum, Zuhuyzib Zipitabai, y otros, cada cazador sacaba una flecha y una cabeza de venado las cuales eran untadas de betún azul, y bailaban con las flechas en las manos, se horadaban las orejas, otros la lengua y pasaban por los agujeros siete hojas de una hierba llamada Ac..
Al día siguiente era el turno de los pescadores, pero ellos untaban de betún azul sus aparejos de pesca y no se horadaban las orejas, sino que se ponían arpones, y bailaban el Chohom, y después de realizada la ceremonia iban a la costa a pescar, los dioses eran Abkaknexoi, Abpua, y Ahcitzamalcun.
En el mes zotz los apicultores comenzaban los preparativos pero celebraban su fiesta en el uinal siguiente tzec, los sacerdotes y oficiales ayunaban, así como algunos voluntarios.
En el mes zec, no derramaban sangre, los dioses venerados eran los cuatro bacabs, especialmente Hobnil. Ofrecían a los bacabs platos con figuras de miel, y los mayas bebían un vino llamado balche, el cual se procesaba de la corteza del árbol de ese nombre (Lonchucarpus violaceus), los apicultores regalaban miel en abundancia.
En el mes yaxkin, la ceremonia se llamaba Olob-Zab-Kamyax, se untaban todos los instrumentos de todos los oficios con betún azul, se juntaban los niños y las niñas del pueblo y les daban unos golpecillos en los nudillos, con la idea que los niños fueran expertos en los oficios de sus padres. Desde este uinal comenzaban a aparejarse para la ceremonia del uinal Mol
En el mes xul, era dedicado a Kukulcán, los mayas iban por el jefe supremo de los guerreros llamado Nacom, al cual sentaban en el templo quemando copal, realizaban un baile de guerreros llamado Holkanakot, sacrificando un perro y quebrando ollas llenas de bebida para terminar su fiesta, y regresar con honores al Nacom a su casa. Esta ceremonia se celebraba en todos lados hasta la destrucción de Mayapán, después solo se celebraba en Maní en la jurisdicción de los Tutul xiúes, todos los señores se juntaban presentaban cinco banderas de pluma, y se iban al templo de Kukulcán, donde oraban durante cinco días, después de los cuales bajaba Kukulcán del cielo y recibía las ofrendas, la fiesta se llamaba Chikabán.
En el mes uinal mol, los apicultores oraban a los dioses para que hubiese buenas flores y de esta manera tener una buena producción de las abejas,.en este mes era cuando fabricaban las efigies o ídolos de madera, los cuales eran de alguna forma bendecidos por los sacerdotes. Se practicaba un ritual en el cual se sangraban las orejas.
En cualquiera de los uinales chen o yax, hacían una fiesta llamaba ocná, que quiere decir «renovación del templo», la hacían en honor de los dioses de los maizales; los mayas acostumbraban tener ídolos de los dioses con pequeños braseros en donde quemaban copal, en esta fiesta cada año se renovaban los ídolos de barro y sus braseros.
En el mes zac, el sacerdote y los cazadores hacían una ceremonia para aplacar a los dioses de la ira, y como una forma de penitencia por la sangre derramada durante la cazas (los mayas tenían como «cosa horrenda» cualquier derramamiento de sangre si dicho derramamiento no era en sus sacrificios), por eso cuando iban a la caza invocaban al dios de la caza, le quemaban copal y si podían le untaban al rostro del ídolo de la caza, la sangre del corazón de la presa.
En las proximidades del inicio delmes uinal ceh, existía una fiesta muy grande y de fecha movible que duraba tres días, con quema de copal, a la cual Landa llamaba «sahumerías», ofrendas y borrachera. Los sacerdotes tenían cuidado de avisar con tiempo para realizar un ayuno previo.
En el mes mac, la gente anciana realizaba una ceremonia llamada  «tupp kak» (matar el fuego), era dirigida a los dioses de los panes y a Itzamná, en una fogata quemaban corazones de aves y animales, una vez incinerados los corazones apagaban el fuego con cántaros de agua. Se juntaba el pueblo y los sacerdotes y untaban con lodo y betún azul los primeros escalones de las escaleras de sus templos. En esta fiesta no realizaban ayuno, a excepción del sacerdote.
Diego de Landa no describe ceremonias correspondientes al uinal Kankin, hasta la fecha se desconocen los dioses que se honraban en este período del año maya.
En el mes muán correspondía a los cultivadores de cacao realizar una ceremonia a los dioses Chac Ek chuah, y Hobnil, sacrificaban un perro manchado con el color de cacao, y quemaban incienso y ofrecían iguanas de las azules (probablemente untadas de betún azul) y ciertas plumas de pájaros, terminada la ceremonia los mayas se comían las ofrendas.
En el mes pax, la ceremonia se llamaba pacum chac, y por un período de cinco noches se juntaban los señores (batab) y los sacerdotes (ah kin) de los pueblos menores (batabil), en las capitales y veneraban a Cit chac cob. Se homenajeaba con copal al jefe de los guerreros (nacom) durante cinco días, realizaban un baile de los guerreros llamado HOLKANAKOT. El sentido de esta ceremonia era para pedir a sus dioses alcanzar la victoria frente a sus enemigos. Se sacrificaba un perro, al cual se le extraía el corazón, se rompían ollas grandes que contenían bebida, y daban por finalizada la ceremonia, regresando a sus pueblos.
Durante los meses kayab y cumku en cada población hacían fiestas a las cuales llamaban zabacilthan, se reunían para presentar ofrendas, comer y beber preparándose para el uayeb, el mes corto de los cinco días nefastos.
Cuando llegaban los cinco días sin nombre conocidos como uayeb, los mayas no se bañaban, no hacían obras serviles o de trabajo, porque temían que al realizar alguna actividad, les iría mal.

## Conteo Corto
Durante el período Clásico tardío, los mayas comenzaron a utilizar una cuenta corta abreviada en lugar de la cuenta larga. Un ejemplo de esto se puede encontrar en el altar 14 en Tikal. [35] En los reinos del Yucatán Posclásico, se utilizó la Cuenta Corta en lugar de la Cuenta Larga. La cuenta corta cíclica es una cuenta de 13 kʼatunes (o 260 tuns), en la que cada kʼatun recibió el nombre de su día final, Ahau ('Señor'). 1 Imix fue seleccionado como el 'primer día' recurrente del ciclo, correspondiente a 1 Cipactli en el recuento de días azteca. El ciclo se contó desde katun 11 Ahau hasta katun 13 Ahau. Dado que un katun tiene 20 × 360 = 7200 días de duración, y el resto de 7200 dividido por 13 es 11 (7200 = 553 × 13 + 11), el número de días del día final de cada katun sucesivo es 9 mayor que antes (envolviendo alrededor de 13, ya que solo se utilizan números de 13 días). Es decir, comenzando con el katun que comienza con 1 Imix, la secuencia de números de días finales es 11, 9, 7, 5, 3, 1, 12, 10, 8, 6, 4, 2, 13, 11, .. ., todos llamados Ahau. El día final 13 Ahau fue seguido por el reingreso del primer día 1 Imix. Este es el sistema que se encuentra en los libros coloniales de Chilam Balam. De manera característica mesoamericana, estos libros proyectan el ciclo en el paisaje, con 13 'Señoríos' de Ahauob que dividen la tierra de Yucatán en 13 'reinos

## Registros históricos

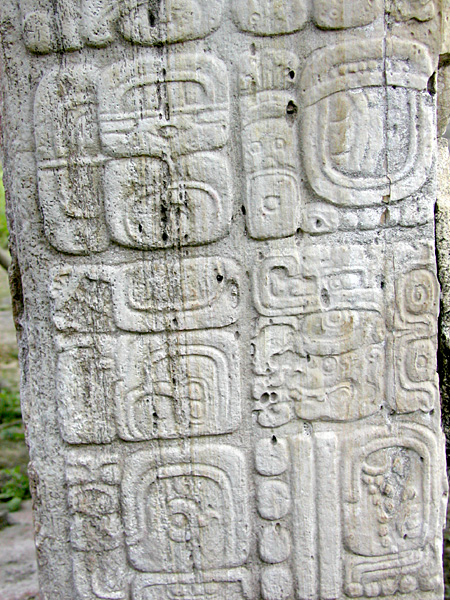
Estela maya en Tikal.

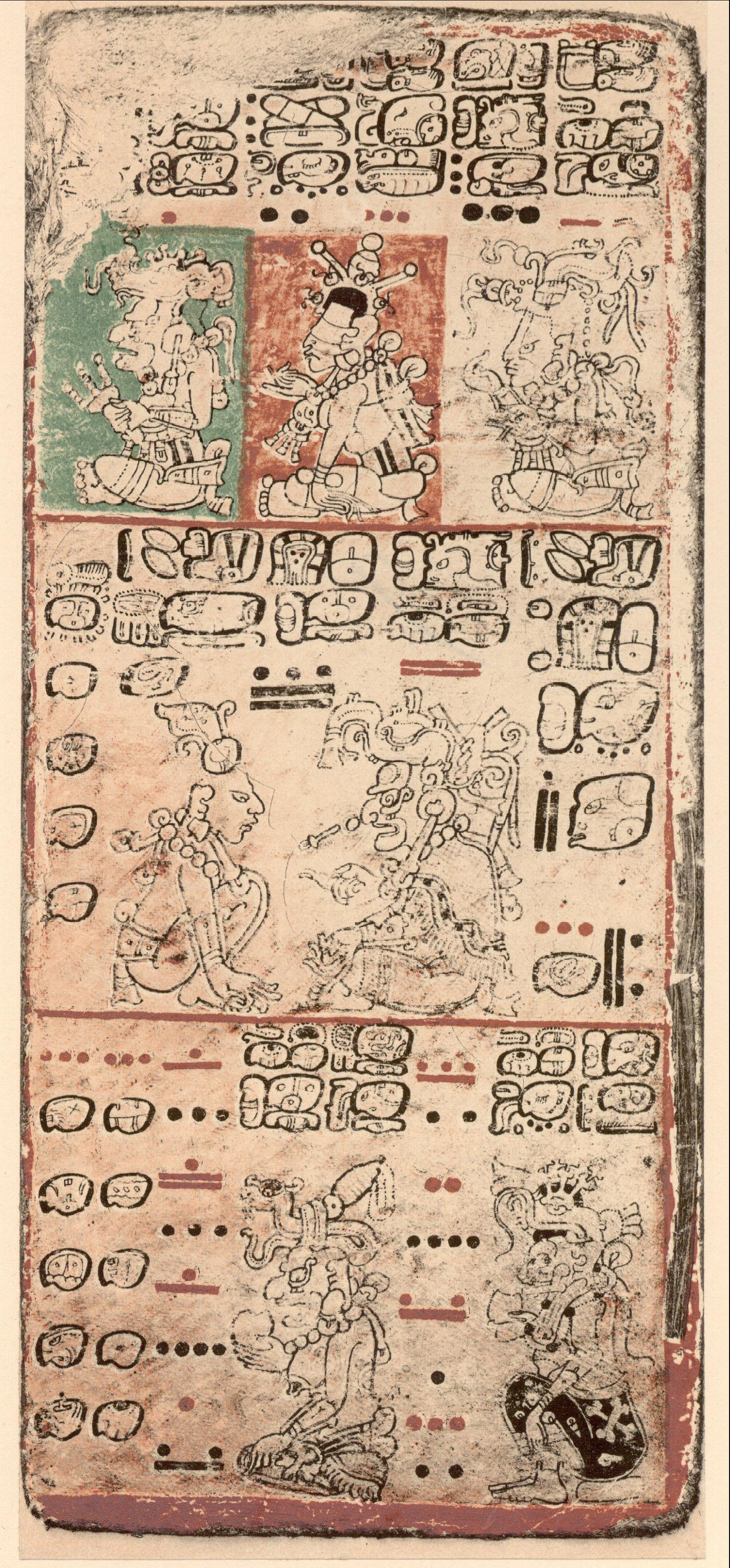
Códice de Dresde.

Los mayas erigieron estelas para conmemorar fechas de acontecimientos importantes; los sitios donde mayor número de estelas se han encontrado son Uaxactún y Tikal. Dichas estelas corresponden al período clásico.
Para los mayas el tiempo era cíclico, de acuerdo a la cuenta de los katunes (períodos de 20 años), de esta manera profetizaban los eventos futuros. Una de las fechas que vaticinaba guerras, conquista y cambio, era el katún 8 ahau, y es la fecha que se describe en el Chilam Balam de Chumayel, como una fecha crítica para los mayas, en especial para los Itzáes:
En el primer katún 8 ahau del 415-435 d. C, los itzáes llegaron a Bacalar; en otro katún 8 ahau del 672-692 d. C, los itzáes abandonaron Chichén Itzá y se fueron a Chakán Putum; En otro katún 8 ahau (928-948 d. C.), los itzáes regresan a Chichén Itzá, durante el siguiente 8 ahau de 1185-1205 d. C. los cocomes hacen la guerra a los itzáes, que tienen que huir al Petén Itzá. En otro katún 8 ahau (1441-1461 d. C.) los Tutul xiúes hacen la guerra a los cocomes y abandonan las grandes ciudades en la península de Yucatán. Finalmente, sólo unos meses antes del retorno del 8 ahau correspondiente 1697-1717, el último reducto de los itzáes en Tayasal es conquistado por los españoles.
En el período clásico, las estelas en donde se llevaban los eventos cronológicos son sustituidas por códices, que se escribían en papeles fabricados de la corteza de un árbol parecido a la higuera llamado amate. Desgraciadamente fueron quemados por los misioneros y frailes quienes consideraban que eran paganos, solo unos cuantos fueron rescatados.
Después de la conquista, se escribieron manuscritos, donde narraban los acontecimientos recordados más importantes, se les conoce con el nombre de Chilam Balam. Sus registros provienen de la tradición oral. Chilam significa ‘el que es boca’ y balam significa ‘brujo’ o ‘jaguar’. Chilam balam era un sacerdote adivino de Maní, que tenía una gran reputación.
Son varios los manuscritos llamados Chilam balam. El más completo e importante es el de Chumayel. Los manuscritos también incluyen las «profecías mayas» de acuerdo a la periodicidad cíclica del tiempo maya.

## Fechas importantes de los mayas
En el período posclásico:
10.9.0.0.0 | (2 ahau 13 mac), equivale al 15 de agosto de 1007, Ah Suytok Tutul Xiu fundó la aldea de Uxmal.
10.10.0.0.0 | (13 ahau 13 mol), equivale al 2 de mayo de 1027, comienza la Liga de Mayapán.
10.18.10.0.0 | (9 ahau 13 uo), equivale al 22 de noviembre de 1194. el complot de Hunac Ceel, los cocomes arrojan a los itzáes de la ciudad de Chichén Itzá, y termina la Liga de Mayapán.
10.19.0.0.0 | (8 ahau 8 cumhú), equivale al 30 de septiembre de 1204 comienza la hegemonía de Mayapán ayudados por los ah canul.
11.12.0.0.0 | (8 ahau 3 mol), equivale al 6 de enero de 1461, los tutul xiúes destruyen la ciudad de Mayapán, se abandonan también todas las grandes ciudades.
11.13.0.0.0 | (6 ahau 3 zip), equivale al 23 de septiembre de 1480, se describe un huracán muy fuerte y se registra una peste en la población.
11.15.0.0.0 | (2 ahau 8 zac), equivale al 27 de febrero de 1520, ya han pasado las expediciones de Hernández de Córdoba, Grijalva y Cortés, se ha producido una epidemia de viruela que ha diezmado a la población.
11.17.0.0.0 | (11 ahau 8 pop), equivale al 1 de agosto de 1559, Francisco de Montejo, su hijo y sobrino han conquistado la península de Yucatán y han fundado Mérida y Valladolid.
12.4.0.0.0 | (10 ahau 18 uo), equivale al 27 de julio de 1697, el conquistador español Martín de Ursúa destruye Tayasal último reducto de los itzáes.